# Wilkes 400 1964
Wilkes 400 1964 var ett stockcarlopp ingående i Nascar Grand National Series (nuvarande Nascar Cup Series) som kördes 11 oktober 1964 på den 0,625 mile (1005,84 meter) långa ovalbanan North Wilkesboro Speedway i North Wilkesboro, North Carolina. Totalt avverkades 250 miles (402,336 km) fördelat på 400 varv. Banunderlaget var asfalt. Loppet vanns av Marvin Panch i en Ford på tiden 2:44.07 körande för Wood Brothers Racing. Panch snitthastighet uppgick till 91,398 mph. Prispotten uppgick till 14 550 dollar, varav 3 225 dollar gick till segraren.

## Resultat
| Plc     | Nr | Förare          | Team/ bilägare        | Konstruktör | Start | Varv | Ledda varv |
| ------- | -- | --------------- | --------------------- | ----------- | ----- | ---- | ---------- |
| 1       | 21 | Marvin Panch    | Wood Brothers Racing  | Ford        | 5     | 400  | 74         |
| 2       | 28 | Fred Lorenzen   | Holman Moody          | Ford        | 4     | 400  | 123        |
| 3       | 16 | Darel Dieringer | Bud Moore Engineering | Mercury     | 8     | 397  | 2          |
| 4       | 1  | Billy Wade      | Bud Moore Engineering | Mercury     | 14    | 394  | 0          |
| 5       | 3  | Buck Baker      | Fox Racing            | Dodge       | 10    | 390  | 0          |
| 6       | 00 | Cale Yarborough | Holman Moody          | Ford        | 9     | 389  | 0          |
| 7       | 02 | Curtis Crider   | Curtis Crader         | Mercury     | 18    | 370  | 0          |
| 8       | 19 | Larry Thomas    | Herman Beam           | Ford        | 15    | 366  | 0          |
| 9       | 88 | Neil Castles    | Buck Baker Racing     | Chrysler    | 19    | 356  | 0          |
| 10      | 7  | Bobby Johns     | Holman Moody          | Ford        | 11    | 348  | 0          |
| 11      | 32 | Jack Anderson   | Dave Kent             | Ford        | 30    | 344  | 0          |
| 12      | 9  | Roy Tyner       | Roy Tyner             | Chevrolet   | 31    | 311  | 0          |
| 13      | 27 | Junior Johnson  | Matthews Racing       | Ford        | 1     | 297  | 201        |
| 14      | 34 | Wendell Scott   | Scott Racing          | Ford        | 27    | 294  | 0          |
| 15      | 72 | Doug Yates      | Doug Yates            | Plymouth    | 16    | 265  | 0          |
| 16      | 53 | Pete Stewart    | Pete Stewart          | Ford        | 24    | 208  | 0          |
| 17      | 6  | David Pearson   | Owens Racing          | Dodge       | 2     | 205  | 0          |
| 18      | 5  | Earl Balmer     | Owens Racing          | Dodge       | 12    | 200  | 0          |
| 19      | 43 | Richard Petty   | Petty Enterprises     | Plymouth    | 3     | 153  | 0          |
| 20      | 46 | J.T. Putney     | Walt Hunter           | Chevrolet   | 17    | 125  | 0          |
| 21      | 41 | Jim Paschal     | Petty Enterprises     | Plymouth    | 6     | 87   | 0          |
| 22      | 10 | Buddy Baker     | Bernard Alvarez       | Ford        | 13    | 51   | 0          |
| 23      | 01 | Darrell Bryant  | Curtis Crader         | Mercury     | 26    | 48   | 0          |
| 24      | 00 | Larry Manning   | Jack Anderson         | Ford        | 25    | 38   | 0          |
| 25      | 58 | Doug Moore      | Doug Moore            | Chevrolet   | 32    | 36   | 0          |
| 26      | 52 | Paul Lewis      | Jess Potter           | Chevrolet   | 23    | 27   | 0          |
| 27      | 55 | Earl Brooks     | Scott Racing          | Chevrolet   | 28    | 26   | 0          |
| 28      | 97 | Bill Whitley    | Ray Osborne           | Chevrolet   | 29    | 22   | 0          |
| 29      | 11 | Ned Jarrett     | Bondy Long            | Ford        | 7     | 5    | 0          |
| 30      | 20 | Mark Hurley     | Jack Anderson         | Ford        | 22    | 3    | 0          |
| 31      | 78 | Buddy Arrington | Arrington Racing      | Dodge       | 21    | 2    | 0          |
| 32      | 60 | Doug Cooper     | Bob Cooper            | Ford        | 20    | 2    | 0          |
| Källor: |    |                 |                       |             |       |      |            |